# EXTENSION (曲)
「EXTENSION」（エクステンション）は、Salyuの12枚目のシングル。

## 概要
セルフ・プロデュース作品。初回盤のみ「コルテオ 〜行列〜」LIVE Ver.を収録。また、Salyu初の所属レーベルの公式YouTubeチャンネルにて公開されたミュージックビデオは丸1日掛けて撮影したという逸話もある。

## 収録曲
1. EXTENSION（4:21）
（作詞:Salyu　作曲:国府達矢）
2. アイ（I）（4:49）
（作詞:Salyu　作曲:国府達矢、Salyu）
3. ROSE（3:43）
（作詞:坂本美雨　作曲:国府達矢）
4. コルテオ 〜行列〜 LIVE Ver.(at 日本武道館 2009.2.10) （5:28）(初回盤のみ)

## 収録アルバム
- 『MAIDEN VOYAGE』 #3（EXTENSION）